# Mahō Shōjo Ririkaru Nanoha
Mahō Shōjo Ririkaru Nanoha (яп. 魔法少女リリカルなのは, махо: сьодзьо рірікару Наноха, укр. Лірична чарівниця Наноха) — аніме-серіал режисера Акіюки Сімбо, який транслювався з жовтня до грудня 2004 року та включав у себе 13 епізодів.
Фактично, «Наноха» є відгалуженням від комп'ютерной гри та OVA Triangle Hearth, хоча серіал отримав помітно більшу популярність, ніж оригінальний витвір. Окрім першого серіалу, Mahō Shōjo Ririkaru Nanoha, було випущено три продовження: Mahō Shōjo Ririkaru Nanoha A's (13 серій, транслювався з жовтня по грудень 2005 року), Mahō Shōjo Ririkaru Nanoha StrikerS (26 серій, з квітня по вересень 2007 року) і Mahō Shōjo Ririkaru Nanoha Vivio (13 серій, з квітня 2015 року) та два аніме-фільми (Mahō Shōjo Ririkaru Nanoha The MOVIE 1st (2010 рік) та Mahō Shōjo Ririkaru Nanoha The Movie 2nd A's (2012 рік)). Також на основі цього сюжету були випущені манга, ранобе та Drama CD.
Відносно назви необхідно помітити, що слово «lyrical» в назві (яп. リリカル, рірікару) є частиною магічного заклинання («Lyrical Magical»), котре Наноха придумала для себе в найперших серіях, коли тільки вчилась поводитись з магією (пізніше, правда, виявилось, що вона в більшості випадків може обійтись без усіляких заклинань, але назва, тим не менш, залишилась). По цій причині було би більш правильним не перекладати це слово на українську мову, наприклад, «Лірична чарівниця Наноха», а залишати як є, в англійському («lyrical») чи японському («рірікару») варіанті.

## Сюжет
Центральною фігурою серіалу є звичайна японська учениця Такамачі Наноха (яп. 高町 なのは). На початку серіалу їй 9 років, вчиться в 3-му класі молодшої школи. «Звичайна третьокласниця» (яп. 平凡な小学3年生, хейбонна сьо: гаку санненсей), як вона сама про себе говорить на початку кожної серії першого сезону. Вона вважає, що, на відміну від подруг, не володіє ніякими видатними здібностями, і не знає, чим буде займатись у майбутньому. Однак, як згодом виясняється, її здібності лежать в іншій області — в області магії. Саме це дозволило їй почути заклики про допомогу, посланий їй на телепатичному рівні прибульцем з іншого світу, молодим археологом Юно Скрайєй (Yūno Skraya).
У світі, звідки прибув Юно Скрайя, магія є цілком звичайною справою. Не зовсім, втім, зрозуміло, який саме процент жителів цих світів є магами, відомо, однак, що для підтримки порядку в цій області існує особлива воєнізована організація під назвою «Бюро простору-часу» (яп. 時空管理局, англ. Time Space Administration Bureau). Наносі вже в першому сезоні доведеться зіткнутись з цією організацією, а в третьому сезоні вона і сама вже буде її штатним співробітником. Також відомо, що маги цих світів для реалізації своїх магічних здібностей використовують особливі «інтелектуальні пристрої» (англ. intelligent device, яп. インテリジェントデバイス інтерідзенто дебайсу). Вони забезпечують магам зброю та бойове вбрання, а також надають деякі додаткові можливості, наприклад, можливість літати. Зовнішній вигляд цих пристроїв, як у вихідному, так і в бойовому вигляді, у кожного пристрою різний. Пристрої володіють власним інтелектом та можуть спілкуватися зі своїми господарями, як правило, англійською мовою (втім, вони розуміють, коли власники звертаються до них японською).
Юно Скрайя (або просто Юно-кун) також був магом. Але, судячи з усього, без великого досвіду використання магії в бою. Його основним захопленням була археологія. Одного разу він наткнувся на зборі дуже небезпечних артефактів під назвою «Jewel seeds» (один з можливих перекладів: «дорогоцінне насіння»). Він не зміг їх утримати, і вони розлетілись по всесвіту, зокрема, добрались до Землі. Ці артефакти мали здатність перевтілюватись в небезпечних монстрів. Під час сутички з таким монстром Юно-кун був поранений; тоді він і відправив телепатичний заклик про допомогу, який і почула Наноха.
Юно-кун передав їй свій інтелектуальний пристрій під назвою «Raising Heart» (яп. レイジングハート рейдзінгу ха: то) та навчив її основам поводження з магією. Спочатку передбачалося, що Наноха лише допоможе Юно на той період, поки він не вилікується від своїх ран, але Наноха виявила вельми видатні здібності в цій області та вирішила допомагати йому і надалі.
Згодом, однак, виявилось, що Наноха з Юно — не єдині, кого цікавить «насіння». За ними полювала ще одна чарівниця, Фейт Тестаросса (Fate Testarossa), того ж віку, що й Наноха, але більш досвідчена. Однак, судячи по її сумному виразу обличчя, це заняття не приносило її особливого задоволення. Тепер перед Нанохою встала нова задача: не тільки зібрати «насіння», а й допомогти своїй новій знайомій…

### Продовження
Серіал має три продовження.
У Mahō Shōjo Ririkaru Nanoha A's Наносі и Фейт протистоїть, сама того не підозрюючи, ще одна японська дівчинка, Ягамі Хаяте (яп. 八神 はやて). Вона стала повелительницею злісної «Книги темряви» (яп. 闇の書, ями-но сё), а в додачу до неї — чотирьох лицарів-охоронців книги та її господаря. Оскільки Хаяте, на відміну від колишніх власників книги, віднеслась до лицарів по-людськи, вони вирішили їй допомогти, навіть без відома Хаяте і на шкоду іншим людям…
У Mahō Shōjo Ririkaru Nanoha StrikerS дія відбувається через 10 років після подій 2-го сезону. Наноха, Фейт та Хаяте вже дорослі і працюють в Бюро простору-часу, причому Хаяте якимось чином виявилась старше по рангу двох своїх подруг. Вона заснувала спеціальний підрозділ, «6-й оперативний загін» (яп. 機動六課, кідо: рокка) і події розгортаються навкруги діяльності цього загону. Центральними персонажами, окрім Нанохи, Фейт и Хаяте, є четверо нових співробітників «шостого загону»: Субару Накадзіма (Subaru Nakajima), Тіана Ланстер (Tiana Lanster), Каро (Caro Ru Lushe) и Еріо (Erio Mondial). Їх основними супротивниками тут є бойові кіборги.
Mahō Shōjo Ririkaru Nanoha ViViD.  З часів «справи Скальєтті»(3-й сезон) минуло чотири роки. Мід-Тілда залікувала рани, Шостий загін розпустили, але його бійці продовжують службу в Бюро простору-часу, багато хто — з кар'єрним ростом. Тільки капітан Наноха Такамачі пішла у відставку, щоб виховати пасербицю, бо маленька Вівіо — одна з найсильніших чарівниць покоління, за такою треба нагляд. І Наноха, и її найкраща подруга Фейт стараються, щоб у дівчинки було нормальне дитинство, адже обидві знають на власному досвіді, що прискорення розвитку мага не приводить до добра. 

## Список та назви серій
Серіал складається з 13 серій звичайної тривалості (24 хвилини). Характерною особливістю даного серіалу є те, що на початку кожної серії йде короткий вступ, произносимое от лица Нанохи. Воно починається (окрім першої серії) словами, які можна перекласти як «Я, Такамачі Наноха, повинна була бы быть обычной третьеклассницей, но…».
| Серія | Японська назва                         | Українська назва                                |
| ----- | -------------------------------------- | ----------------------------------------------- |
| 01    | それは不思議な出会いなの?              | Це — дивна зустріч?                             |
| 02    | 魔法の呪文はリリカルなの?              | Магічне закляття — «lyrical»?                   |
| 03    | 街は危険がいっぱいなの？               | Місто у великій небезпеці?                      |
| 04    | ライバル！？もうひとりの魔法少女なの！ | Супротивник!? Ще одна чарівна дівчинка!         |
| 05    | ここは湯のまち、海鳴温泉なの！         | Це місто гарячої води, палаючі джерела Умінарі! |
| 06    | わかりあえない気持ちなの？             | Взаємно незрозумілі почуття?                    |
| 07    | 三人目の魔法使いなの！？               | Третій маг!?                                    |
| 08    | それは大いなる危機なの？               | Це серйозна криза?                              |
| 09    | 決戦は海の上でなの                     | Вирішальна битва над морем!                     |
| 10    | それぞれの胸の誓いなの                 | Сердечні обіцянки кожного                       |
| 11    | 思い出は時の彼方なの                   | Спогади по другу сторону часу                   |
| 12    | 宿命が閉じるときなの                   | Коли вирішується доля                           |
| 13    | なまえをよんで                         | Називай мене по імені                           |